# Netstationen
 Der er for få eller ingen kildehenvisninger i denne artikel, hvilket er et problem. Du kan hjælpe ved at angive troværdige kilder til de påstande, som fremføres i artiklen.

Netstationen er en ungdomschat, som er bygget op omkring at være en 2D-chat. Chatten har eksisteret siden 1996, hvor flere forskellige virksomheder har haft ejerskab over selve Netstationen. Du kan på chatten oprette din egen personlige bruger, som du kan købe ting og tøj til. Du kan desuden også få dig en lejlighed, som du kan indrette, når du har været aktiv på chatten i 50-timer.

## Ejere
- Apr. 1997 Netstationen A/S (Henrik Leschly)
- Okt. 1999 Scandinavia Online (SOL)
- Jan. 2001 Eniro
- Jul. 2005 Ncom/TV 2
- Maj. 2007 Mediaprovider Scandinavia AB
- Juni. 2009 Testhouse.

## Ansatte.
Netstationen har ingen ansatte udover frivillige.